# Drosophila
Uppslagsordet ”fruktflugor” leder hit. För fruktflugor som alternativt namn på borrflugor, se detta uppslagsord.
Drosophila är ett stort släkte av tvåvingar som beskrevs 1823 av den svenska naturvetaren Carl Fredrik Fallén. Släktet ingår i familjen daggflugor (Drosophilidae) och omfattar omkring 2 000 arter, vilket är ungefär hälften av alla arter inom familjen Daggflugor. Inom släktet finns en stor variation i utseende, beteende och val av habitat. Släktet anses vara parafyletiskt.
Släktet kallas ibland "bananflugor" på svenska, efter släktets mest kända art bananfluga. Bananflugor kallas ibland "fruktflugor" men de ska inte förväxlas med borrflugor (Tephritidae) som också kallas fruktflugor.

## Systematik
C. F. Fallén etablerade släktet Drosophila 1823 utifrån arten Musca funebris, tillsammans med elva nya svenska arter curvipennis, variegata, fenestrarum, transversa, obscura, tristis, fuscula, cinerella, flava, gramium och glabra. Utöver funebris, som Johan Wilhelm Zetterstedt 1847 betecknade som typart, anses fortfarande endast fyra av Falléns arter fortfarande tillhöra Drosophila:  transversa, obscura, tristis och flava. Under åren omedelbart efter Falléns beskrivning av släktet tillkom enstaka nya arter, men många av dem förpassades snart till andra släkten. Det var först från 1920-talet som antalet kända arter ökade trots snävare gränser för släktet.

### Namn
Det vetenskapliga namnet kommer från en latinsk anpassning till de grekiska orden δρόσος (dagg) och φίλος (älskande).

### Undersläkten
Släktet Drosophila delas upp i nio undersläkten, där de flesta arter placeras i de tre undersläktena Drosophila (ungefär 900 arter), Hawaiian Drosophila (ungefär 430 arter) och Sophophora (ungefär 350 arter). De övriga, Chusqueophila Dorsilopha, Dudaica, Phloridosa, Psilodorha och Siphlodora innehåller bara ett fåtal arter vardera (totalt ungefär 25 arter). Utöver detta indelas dessa undersläkten vidare i två olika system, det ena introducerades 1942 av Alfred Sturtevant där arterna inom släktet även delas in i de informella taxonomiska rangerna artgrupp, artundergrupp och artkomplex. Dessa är inte reglerade av regelverket International Code of Zoological Nomenclature som används vid systematisk namngivning av djur. Det andra systemet delar in arterna i "radiations" och introducerades av L.H. Throckmorton 1962.
Utöver de arter som placerats i undersläkten finns många arter med osäkert släktskap som bara placerats i släktet och inte i något undersläkte. En lista över dessa arter finns längst ner i artikeln.:

## Forskning
Släktet Drosophila har varit mycket viktigt för vetenskaplig forskning inom biologi, framförallt genom den enorma mängd studier som gjorts med Drosophila melanogaster, men även många andra arter är flitigt använda. Tolv arter inom släktet har fullständigt sekvenserade och annoterade genom. Dessa arter är bananfluga, Drosophila pseudoobscura, Drosophila sechellia, Drosophila simulans, Drosophila yakuba, Drosophila erecta, Drosophila ananassae, Drosophila persimilis, Drosophila willistoni, Drosophila mojavensis, Drosophila virilis och Drosophila grimshawi.

### Bananfluga
En art inom Drosophila, bananfluga (Drosophila melanogaster), har i mycket hög utsträckning använts i forskning inom genetiken och är en vanlig modellorganism inom utvecklingsbiologin. Från detta kommer att termerna "bananfluga" och "Drosophila" ofta används synonymt med just Drosophila melanogaster i modern biologisk litteratur och inom populärvetenskap. 

## Övriga arter (utan undersläktesplacering)
- Drosophila aceti
- Drosophila alani
- Drosophila albincisa
- Drosophila albipes
- Drosophila albonotata
- Drosophila analis
- Drosophila atra
- Drosophila berryi
- Drosophila blanda
- Drosophila brevis
- Drosophila calidata
- Drosophila cilitarsis
- Drosophila coffeina
- Drosophila dilacerata
- Drosophila dorsalis
- Drosophila dorsivitta
- Drosophila elongata
- Drosophila enderbyi
- Drosophila facialis
- Drosophila ferruginea
- Drosophila fronto
- Drosophila fundomaculata
- Drosophila fusca
- Drosophila griseicollis
- Drosophila guacamayos
- Drosophila ingrata
- Drosophila lamellitarsis
- Drosophila latifrons
- Drosophila latipaenula
- Drosophila leoni
- Drosophila linearis
- Drosophila longitarsis
- Drosophila macquarti
- Drosophila megaspis
- Drosophila mellea
- Drosophila mexicana
- Drosophila minuta
- Drosophila monocolor
- Drosophila mycethophila
- Drosophila nigriceps
- Drosophila nitidapex
- Drosophila nodosa
- Drosophila ochrifrons
- Drosophila pallipes
- Drosophila paramelanica
- Drosophila paravibrissina
- Drosophila perrisi
- Drosophila poinari
- Drosophila quadriseriata
- Drosophila reaumurii
- Drosophila scaptomyzoptera
- Drosophila semiatra
- Drosophila serripaenula
- Drosophila solennis
- Drosophila sphaerocera
- Drosophila statzi
- Drosophila succini
- Drosophila tarsalis
- Drosophila tenuipes
- Drosophila teratos
- Drosophila testacens
- Drosophila thienemanni
- Drosophila tjibodas
- Drosophila torrei
- Drosophila trichiaspis
- Drosophila tristipes
- Drosophila subarctica
- Drosophila ungarensis
- Drosophila unicolor
- Drosophila verticis
- Drosophila xerophila
- Drosophila xiphiphora